# Six Jours de Newark
Les Six Jours de Newark sont une course cycliste de six jours disputée à Newark (New Jersey), aux États-Unis. Quatre éditions ont lieu entre 1910 et 1915.

## Palmarès
| Année   | Vainqueur                       | Deuxième                    | Troisième                 |
| ------- | ------------------------------- | --------------------------- | ------------------------- |
| 1910    | Willy Fenn Frank Kramer         | Ivar Lawson Jim Moran       | Paddy Hehir Ernie Pye     |
| 1911-12 | Non-disputés                    |                             |                           |
| 1913    | Peter Drobach Paddy Hehir       | Worth Mitten Gordon Walker  | Martin Ryan Lloyd Thomas  |
| 1914    | Alfred Goulet Alfred Hill       | George Cameron Harry Kaiser | Gordon Walker Ted Wohlrab |
| 1915    | Reginald McNamara Robert Spears |                             |                           |